# العلاقات الأردنية السودانية
العلاقات الأردنية السودانية هي العلاقات الثنائية التي تجمع بين الأردن والسودان.

## مقارنة بين البلدين
هذه مقارنة عامة ومرجعية للدولتين:
| وجه المقارنة                                              | الأردن                   | السودان                     |
| --------------------------------------------------------- | ------------------------ | --------------------------- |
| المساحة (كم2)                                             | 89.34 ألف                | 1.89 مليون                  |
| عدد السكان (نسمة)                                         | 9.81 مليون               | 40.53 مليون                 |
| الكثافة السكانية (ن./كم²)                                 | 109.81                   | 21.44                       |
| العاصمة                                                   | عمان                     | الخرطوم                     |
| اللغة الرسمية                                             | اللغة العربية            | اللغة العربية، لغة إنجليزية |
| العملة                                                    | دينار أردني              | جنيه سوداني                 |
| الناتج المحلي الإجمالي (بليون دولار)                      | 40.07 مليار              | 117.49 مليار                |
| الناتج المحلي الإجمالي (تعادل القوة الشرائية) بليون دولار | 82.80 مليار              | 176.55 مليار                |
| الناتج المحلي الإجمالي الاسمي للفرد دولار أمريكي          | 4.94 ألف                 | 2.41 ألف                    |
| الناتج المحلي الإجمالي للفرد دولار أمريكي                 | 12.05 ألف                | 4.07 ألف                    |
| مؤشر التنمية البشرية                                      | 0.748                    | 0.479                       |
| رمز المكالمات الدولي                                      | +962                     | +249                        |
| رمز الإنترنت                                              | .jo                      | سودان                       |
| المنطقة الزمنية                                           | ت ع م+02:00، ت ع م+03:00 | ت ع م+03:00، ت ع م+02:00    |

## مدن متوأمة
في ما يلي قائمة باتفاقيات التوأمة بين مدن أردنية وسودانية:
- ترتبط عمان مع الخرطوم باتفاقية توأمة منذ 1995.[14][14][14][14]

## منظمات دولية مشتركة
يشترك البلدان في عضوية مجموعة من المنظمات الدولية، منها:
| علم المنظمة | اسم المنظمة                                 | تاريخ انضمام الأردن | تاريخ انضمام السودان |
| ----------- | ------------------------------------------- | ------------------- | -------------------- |
|             | المصرف العربي للتنمية الاقتصادية في أفريقيا | ?                   | ?                    |
|             | يونسكو                                      | 14 يونيو 1950       | 26 نوفمبر 1956       |
|             | الاتحاد البريدي العالمي                     | ?                   | ?                    |
|             | البنك الدولي للإنشاء والتعمير               | 29 أغسطس 1952       | 5 سبتمبر 1957        |
|             | منظمة الشرطة الجنائية الدولية               | ?                   | ?                    |
|             | الأمم المتحدة                               | 14 ديسمبر 1955      | 12 نوفمبر 1956       |
|             | مؤسسة التنمية الدولية                       | 4 أكتوبر 1960       | 24 سبتمبر 1960       |
|             | الصندوق العربي للإنماء الاقتصادي والاجتماعي | ?                   | ?                    |
|             | منظمة التعاون الإسلامي                      | ?                   | ?                    |
|             | وكالة ضمان الاستثمار متعدد الأطراف          | 12 أبريل 1988       | 7 نوفمبر 1991        |
|             | جامعة الدول العربية                         | 25 مايو 1946        | 19 يناير 1956        |
|             | الاتحاد الدولي للاتصالات                    | 20 مايو 1947        | 23 أكتوبر 1957       |
|             | مؤسسة التمويل الدولية                       | 20 يوليو 1956       | 21 أكتوبر 1960       |
|             | صندوق النقد العربي                          | ?                   | ?                    |
|             | منظمة حظر الأسلحة الكيميائية                | ?                   | ?                    |
|             | المركز الدولي لتسوية المنازعات الاستشارية   | 29 نوفمبر 1972      | 9 مايو 1973          |

## وصلات خارجية
- موقع وزارة الخارجية الأردنية
- موقع وزارة الخارجية السودانية